# Große Schmährede an der Stadtmauer
Große Schmährede an der Stadtmauer ist ein Stück von Tankred Dorst, das am 27. September 1961 unter der Regie von Ulrich Brecht in den Kammerspielen des Theaters Lübeck uraufgeführt wurde. Der Einakter basiert auf einem chinesischen Schattenspiel. Eine Frau und ein ihr fremder Soldat müssen glaubhaft machen, dass sie vier Jahre schon ein Paar sind.

## Inhalt
Am Fuße der Mauer stehend ruft die Fischersfrau Fan Chin-ting nach dem Kaiser und erntet von oben herab Gelächter. Die junge Frau lässt nicht locker. Sie ist die Gattin des Soldaten Hsüeh Li und will ihren Mann wieder. Denn viele Nächte liege sie allein in der gemeinsamen Fischerhütte. Hsüeh Li diene als Wächter am südlichen Stadttor. Zwei Offiziere vermuten, der Soldat könnte den letzten nächtlichen Angriff des äußeren Feindes nicht überlebt haben. Trotzdem lässt der gnädige Kaiser die überlebenden Soldaten des südlichen Tores vor der jungen Frau aufmarschieren. Einer davon gibt sich als Hsüeh Li aus. Er kann das Amulett nicht vorweisen, das Fan Chin-ting ihrem Manne umgehängt hatte, als dieser zu den Soldaten ging. Dennoch wagt der Fremde das gefährliche Spiel. Natürlich kennt ihn auch die Frau nicht, doch sie sagt bei sich: „Einen Mann hat mir der Kaiser genommen, einen Mann muß er mir geben.“ Der Fremde, der doch so gern die Soldaten verlassen und mit der jungen Frau mitgehen wollte, steht das Spiel nicht durch und tritt ins Glied hinter die Stadtmauer zurück. Einer der Offiziere nennt ihn einen Deserteur.
Anhand des Amuletts wird Fan Chin-tings Mann unter den Toten der letzten Nacht identifiziert. Einer der Offiziere wirft es der Witwe herunter, nachdem er den Text gelesen hat: „Fan Chin-ting gibt dieses Amulett  ihrem Gatten Hsüeh Li in Treue am Tag der Vermählung.“
Die Frau schmäht ihren toten Mann, der freiwillig zu den Soldaten gegangen war, lautstark und wird vom Fuße der Mauer verjagt.

## Selbstzeugnis
Im Nachwort zur Buchausgabe des Stücks gibt Tankred Dorst Auskunft zu seiner Absicht in Sachen Dramatik. Nicht Tragödie präsentiere er, sondern vielmehr Farce, Groteske und Parabel. Nicht Moral predigen soll eine Figur, sondern Lachen machen. Also wird so etwas wie ein Clown favorisiert. Dabei kommt es Tankred Dorst aber zunehmend auf den gesellschaftlichen Rahmen an, in dem ein „bestimmter Mensch“ agiere. Trotzdem dürfe die oben genannte Moral nicht vernachlässigt werden. Ebenso wie das Hinterfragen gesellschaftlicher Normen müsse auch Moralisches auf den Prüfstand Einakterbühne vor ein unsicheres, skeptisches und misstrauisches Publikum.

## Verfilmungen
- 11. Oktober 1962, TV-Film, Norwegen. Regie: Per Bronken.
- 10. März 1963, TV-Film, Deutschland. Regie: Gerhard Klingenberg. Mit Ida Krottendorf.[5]
- 25. Mai 1964, TV-Film, Finnland: „Suuri parjauspuhe kaupungin muurilla“. Regie: Pekka Koskinen und Eugen Terttula
- 1967, Kurzfilm, Schwarz-Weiß, Spanien: „La gran plegaria ante los muros de la ciudad“. Produktion:  Escuela Oficial de Cinematografía. Regie: Carlos Gortari. Mit  Esperanza Alonso, Antonio Carrasco und Urbano Loyola.[6]